# Unicredit Czech Open 2002
L'Unicredit Czech Open 2002 è stato un torneo di tennis facente parte della categoria ATP Challenger Series nell'ambito dell'ATP Challenger Series 2002. Il torneo si è giocato a Prostějov in Repubblica Ceca dal 3 al 9 giugno 2002 su campi in terra rossa.

## Vincitori

### Singolare
Guillermo Coria ha battuto in finale  Jiří Novák con il punteggio di 6–3, 6–3

### Doppio
František Čermák /  Ota Fukárek hanno battuto in finale  Mariano Hood /  Sebastián Prieto con il punteggio di 6–3, 7–6(5)